# Gaëtan Hendrickx
Gaëtan Hendrickx, né le 30 mars 1995 à Braine-l'Alleud en Belgique, est un footballeur belge qui joue au poste de milieu de terrain à la KAS Eupen.

## Biographie

### En club
En 2014, il rejoint le Saint-Trond VV.
Fin août 2016, il quitte le Saint-Trond VV pour rejoindre le Charleroi SC, il a signé un contrat de deux ans, avec deux saisons supplémentaires en option. En février 2021, il est prêté au KV Courtrai pour 6 mois. En août 2021, il le club Charleroi SC.
En 2021, il rejoint le KMSK Deinze.
Début février 2025, il rejoint le KAS Eupen jusqu’à la fin de la saison, il était sans club à la suite de la faillite du KMSK Deinze à la fin de 2024. Fin juin 2025, quelques jours avant le terme de son contrat, le joueur et le club se mettent d'accord sur une prolongation de contrat de deux ans, soit jusqu'à fin juin 2027.

## Palmarès
- Champion de Belgique de D2 en 2015 avec le Saint-Trond VV